# Ernest Riedel
Ernest W. Riedel, detto Ernie (New York, 13 luglio 1901 – Cape Coral, 26 marzo 1983), è stato un canoista statunitense.

## Palmarès

### Olimpiadi
- 1 medaglia:
  - 1 bronzo (Berlino 1936 nel K-1 10000 metri)